# Półskojec
Półskojec – srebrna groszowa moneta krzyżacka, o masie ok. 3 gramów i zawartości czystego srebra 1,875 grama. 
Bita ok. 1370 r. na wzór neapolitańskich groszy liliowatych (fiorino grosso), przez wielkiego mistrza Winrycha von Kniprode, przedstawiała na awersie jego tarczę w pięciołuku, na rewersie krzyż kwietny w czterołuku wraz z legendą: HONOR MAGISTRI IVDICIVM DILIGIT.
Moneta wypuszczana była również przez Michała von Küchmeistra zaledwie przez dwa tygodnie – w kwietniu 1416 r.; przy zawartości 1,54 grama czystego srebra, miała zaniżony kurs 32 fen. (zamiast 40), co doprowadziło do jej wychwytywania z obiegu w celu przetopienia.